# Allothelaira analis
Allothelaira analis là một loài ruồi trong họ Tachinidae.